# Willie Gay
Willie Gay Jr. (Starkville, 15 febbraio 1998) è un giocatore di football americano statunitense che milita nel ruolo di linebacker per i Miami Dolphins della National Football League (NFL).

## Carriera

### Kansas City Chiefs
Gay al college giocò a football a Mississippi State dal 2017 al 2019. Fu scelto nel corso del secondo giro (63º assoluto) del Draft NFL 2020 dai Kansas City Chiefs. Debuttò come professionista nel primo turno vinto contro gli Houston Texans senza fare registrare alcuna statistica. La sua prima stagione regolare si chiuse con 39 tackle, un sack e un fumble forzato, disputando tutte le 16 partite. Il 6 febbraio 2021 fu inserito in lista infortunati, venendo costretto a saltare il Super Bowl LV.
Il 12 febbraio 2023, nel Super Bowl LVII vinto contro i Philadelphia Eagles per 38-35, Gay fu secondo nella squadra con 8 tackle, conquistando il suo primo titolo.

### New Orleans Saints
Il 13 marzo 2024 Gay firmò un contratto di un anno con i New Orleans Saints.

### Miami Dolphins
Il 19 marzo 2025 Gay firmò un contratto di un anno con i Miami Dolphins.

## Palmarès
- Super Bowl : 2

Kansas City Chiefs: LVII, LVIII
- American Football Conference Championship: 3

Kansas City Chiefs: 2020, 2022, 2023